# Лапшиха (Нижегородская область)
Лапшиха — деревня в Дальнеконстантиновском районе Нижегородской области. Входит в состав Кужутского сельсовета.

## Улицы
- Ключевая
- Новая
- Рабочая